# Południe-Północ
Południe-Północ – polski film fabularny z 2006 r. w reżyserii Łukasza Karwowskiego. Światowa premiera filmu miała miejsce 6 października 2006 r., natomiast polska 26 stycznia 2007 r.
Jakub w wieku 29 lat opuszcza klasztor. Chce przed zbliżającą się śmiercią spełnić swoje marzenie o tym, by zobaczyć morze, nad którym nigdy nie był. Po drodze spotyka Julię. Dziewczyna postanawia mu towarzyszyć w pieszej wędrówce na północ.

## Obsada aktorska
- Agnieszka Grochowska jako Julia
- Borys Szyc jako Jakub
- Robert Więckiewicz (pięć ról: zakonnik, Kleń, grzybiarz, tirowiec, Maniek)
- Rafał Kalinowski jako syn Mańka
- Stanisława Celińska jako baba z krowami
- Bożena Kluska jako sklepowa
- Marta Bułacińska jako Kasia
- Michał Czaja jako syn Mańka
- Anna Kluska jako córka Mańka
- Kamil Krawczyk jako syn Mańka
- Tomasz Krawczyk jako syn Mańka
- Filip Zając jako syn Mańka
- Julia Zając jako córka Mańka
- Bogdan Zieliński jako woźnica
- Józef Sala

## Nagrody
- 2008 – nominacja do Orła (Polskiej Nagrody Filmowej) dla Stanisławy Celińskiej w kategorii Najlepsza drugoplanowa rola kobieca[1]
- 2008 – nominacja do Orła (Polskiej Nagrody Filmowej) dla Michała Żarneckiego w kategorii Najlepszy dźwięk[1]
- 2007 – „Flisak” dla „Wybitnego twórcy wywodzącego się z Kujaw i Pomorza” dla Łukasza Karwowskiego na Międzynarodowym Festiwalu Filmowym Tofifest w Toruniu[1]
- 2007 – Złota Podkowa dla Borysa Szyca za najlepszą rolę męską w konkursie filmów fabularnych podczas Cieszyńskiego Festiwalu Filmowego „Wakacyjne Kadry”[1]
- 2007 – Złota Podkowa za najlepszy film w konkursie filmów fabularnych na Cieszyńskim Festiwalu Filmowym „Wakacyjne Kadry”[1]